# Kambodja i olympiska sommarspelen 2000
Kambodja deltog i de olympiska sommarspelen 2000 med en trupp bestående av fyra deltagare, två män och två kvinnor, men ingen av landets deltagare erövrade någon medalj.

## Friidrott
Herrarnas maraton
- Rithya To
  - Final — 3:03:56 (→ 80:e plats)

Damernas 100 meter
- Chan Than Ouk
  - Omgång 1 — 14.13 (→ gick inte vidare)